# Дон Мессон
Дон Мессон (англ. Don Masson, нар. 26 серпня 1946, Банхорі) — шотландський футболіст, що грав на позиції півзахисника.

## Клубна кар'єра
У дорослому футболі дебютував 1964 року виступами за команду «Мідлсбро», в якій провів чотири сезони, взявши участь у 53 матчах другого та третього дивізіону чемпіонату Англії. Після чого виступав 6,5 років за «Ноттс Каунті», вийшовши з командою з Ноттінгема з четвертого до другого дивізіону Англії.
У грудні 1974 року за 100 000 фунтів стерлінгів Мессон перейшов у «Квінз Парк Рейнджерс» і дебютував у вищому дивізіоні Англії в домашній перемозі 1:0 проти «Шеффілд Юнайтед» 14 грудня 1974 року. У команді шотландець відразу став основним гравцем і у сезоні 1976/77 став віце-чемпіоном Англії.
В жовтні 1977 року в обмін на Лейтона Джеймса перейшов у «Дербі Каунті», де дограв сезон 1977/78, після чого знову тривалий час грав за «Ноттс Каунті» і 1981 допоміг команді вийти до вищого дивізіону.
З 1981 року виступав за кордоном, спочатку у американському клубі «Міннесота Кікс», а потім у гонконзькій «Булові», а завершив ігрову кар'єру у англійській команді п'ятого дивізіону «Кеттерінг Таун», за яку виступав протягом 1983—1984 років.

## Виступи за збірну
6 травня 1976 року дебютував в офіційних матчах у складі національної збірної Шотландії в грі домашнього чемпіонату Великої Британії з Уельсом (3:1).
У складі збірної був учасником чемпіонату світу 1978 року в Аргентині, на якому зіграв у одному поєдинку з Перу (1:3). Цей матч став останнім для Гартфорда у формі збірної.
Загалом протягом кар'єри у національній команді, яка тривала 3 роки, провів у її формі 17 матчів, забивши 5 голів.